# Analiza struktury kosztów
Analiza struktury kosztów – pozwala poznać skład kosztów i opiera się zazwyczaj na stosunku procentowym poszczególnych elementów kosztów do całości kosztów.
Analizie mogą być poddawane te koszty, które są prezentowane:
- w sprawozdaniu finansowym, tj. koszty podstawowej działalności operacyjnej (w układzie rodzajowym lub kalkulacyjnym), pozycje pozostałych kosztów operacyjnych i koszty finansowe (dostęp do informacji o tych kosztach mają użytkownicy sprawozdań finansowych),
- w raportach wewnętrznych (zarządczych), nie będących elementem sprawozdań finansowych.

## Analiza w układzie rodzajowym
Analiza kosztów w układzie rodzajowym ma charakter wstępnej analizy kosztów. Jednak wnikliwa obserwacja poszczególnych składników kosztów rodzajowych pozwala na wytyczenie kierunków badań szczegółowych. Pogłębionym badaniom powinny być poddane przede wszystkim te pozycje kosztów rodzajowych, których udział w strukturze jest znaczący i wykazują istotne zmiany w rozpatrywanym okresie. Analiza kosztów w układzie rodzajowym odnosi się do takich pozycji kosztów jak: zużycie materiałów i energii, usługi obce, wynagrodzenia, amortyzacja, podatki i opłaty, ubezpieczenia społeczne i inne świadczenia dla pracowników, pozostałe koszty według rodzaju, np. podróże służbowe. Struktura kosztów w układzie rodzajowym jest jednym z ważniejszych wskaźników charakteryzujących koszty własne w poszczególnych działach gospodarki, gałęziach i branżach. Zestawienie porównawcze struktury kosztów według układu rodzajowego z planem, z wykonaniem w poprzednich okresach lub między jednostkami gospodarczymi tej samej branży wskazuje ogólny kierunek badań analitycznych. 
Analiza kosztów w układzie rodzajowym sprowadza się do:
- ustalenia wielkości i zmian kosztów rodzajowych w czasie, tj. obliczenia odchyleń poprzez porównanie kosztów rzeczywistych danego okresu z kosztami planowanymi na ten okres i kosztami rzeczywistymi poprzednich okresów,
- ustalenia dynamiki kosztów rodzajowych i porównania jej z dynamiką przychodów ze sprzedaży lub dynamiką produkcji,
- ustalenia struktury kosztów rodzajowych i oceny jej zmian w czasie,
- rozpoznania czynników powodujących zmiany wielkości i struktury kosztów rodzajowych,
- porównania wskaźników struktury rodzajowego układu kosztów badanego przedsiębiorstwa ze wskaźnikami struktury innych przedsiębiorstw o zbliżonym profilu działalności.

Przy analizie kosztów rodzajowych prezentowanych w rachunku zysków i strat należy jednak pamiętać, że w jednostkach produkcyjnych znajdą się wszystkie poniesione w danym okresie sprawozdawczym koszty rodzajowe bez względu na to, czy dotyczą tego, czy przyszłych okresów. W praktyce może to oznaczać, że w rachunku zysków i strat znajdą się koszty poniesione na wytworzenie produktów, które nie zostały jeszcze sprzedane lub zabraknie w nim kosztów produktów wytworzonych w poprzednich okresach, które zostały sprzedane w danym okresie. Współmierność przychodów i kosztów zapewni wówczas zmiana stanu produktów.

## Analiza w układzie kalkulacyjnym
Analiza kosztów w układzie kalkulacyjnym umożliwia przeprowadzenie analizy kosztów jednostkowych, jak i kosztów całkowitych produkcji. Zakres analizy obejmuje tu zarówno koszty bezpośrednie, jak i koszty pośrednie, np. koszty wydziałowe, koszty ogólnego zarządu i koszty sprzedaży. W zależności od potrzeb przedsiębiorstwa zakres ten może być rozszerzony, np. o analizę kosztów zakupu, czy też analizę kosztów produkcji pomocniczej.
Układ kalkulacyjny ma znacznie większą przydatność dla celów analitycznych niż układ rodzajowy, gdyż umożliwia on w znacznym stopniu powiązanie kosztów z wielkością produkcji. Pozycje kosztów bezpośrednich to na ogół koszty zmienne, wykazujące ścisły związek z wielkością produkcji. Natomiast koszty pośrednie w większości mają charakter kosztów względnie stałych, zależnych w większym stopniu od czasu, a nie od rozmiarów produkcji.
Przeprowadzając analizę kosztów w układzie kalkulacyjnym, należy zbadać wzajemny stosunek kosztów bezpośrednich do kosztów pośrednich. W prawidłowych relacjach pomiędzy kosztami bezpośrednimi a pośrednimi powinno się obserwować:
- zwiększający się udział kosztów bezpośrednich i zmniejszający się udział kosztów pośrednich,
- wewnętrzne relacje pomiędzy kosztami wydziałowymi a kosztami ogólnymi zarządu powinny kształtować się na korzyść kosztów wydziałowych,
- wewnętrzne relacje kosztów wydziałowych powinny prowadzić do zwiększenia udziału kosztów ruchu.

Analiza kosztów w układzie kalkulacyjnym, podobnie jak analiza tych kosztów w układzie rodzajowym, ma charakter analizy ogólnej i polega na:
- porównaniu kosztów rzeczywistych badanego okresu z kosztami planowanymi oraz z kosztami w okresach poprzednich,
- obliczeniu wskaźników dynamiki całkowitych kosztów oraz dynamiki poszczególnych pozycji kalkulacyjnych i porównaniu dynamiki kosztów z dynamiką produkcji,
- ocenie struktury kosztów w układzie kalkulacyjnym na tle struktury okresu poprzedniego,
- porównaniu wskaźników struktury kosztów układu kalkulacyjnego badanego przedsiębiorstwa z innymi podobnymi przedsiębiorstwami,
- rozpoznaniu czynników powodujących zmiany w wielkości i strukturze całkowitych kosztów własnych.

Dla celów zarządczych koszty mogą być grupowane w innych przekrojach niż układ rodzajowy czy kalkulacyjny, np. w przekroju zasobów, produktów, klientów, procesów, działań, a z uwagi na dużą szczegółowość informacji analiza ich struktury i zmian w czasie może być bardziej pogłębiona.